# St. Nikomedes (Borghorst)

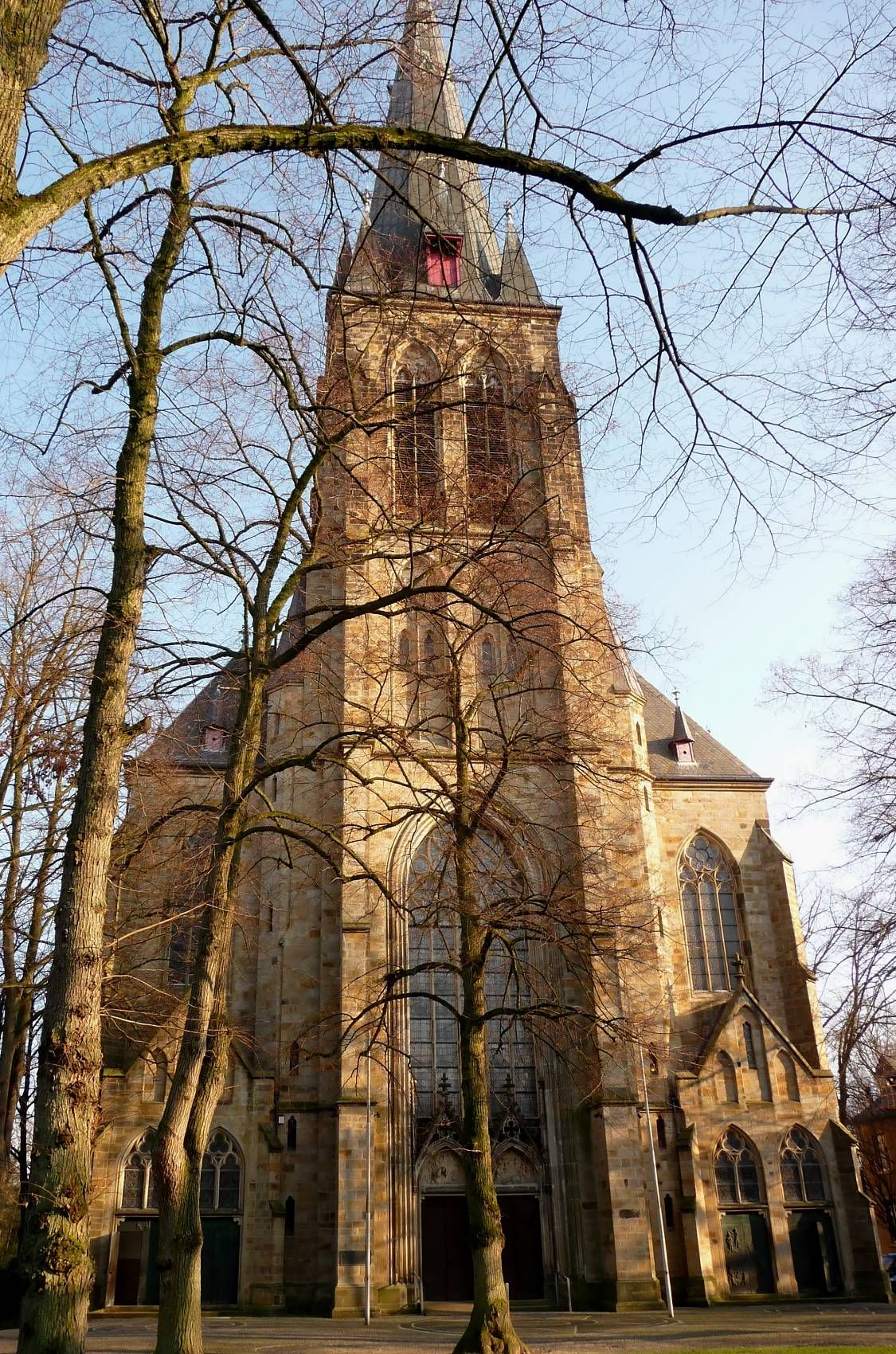
St. Nikomedes

Die katholische Pfarrkirche St. Nikomedes ist ein denkmalgeschütztes Kirchengebäude in Borghorst, einem Ortsteil von Steinfurt, der Kreisstadt des Kreises Steinfurt in Nordrhein-Westfalen. Sie gehört zum Bistum Münster und ist dem Nikomedes geweiht. Auf Pfarreigebiet steht die kleine Aloysiuskapelle aus der Zeit des Rokoko.

## Geschichte und Architektur
Die Kirche steht an der Stelle der 1885 abgebrochenen ehemaligen Stiftskirche des Stiftes Borghorst. Sie wurde von 1885 bis 1889 von Hilger Hertel dem Älteren errichtet. Das Gebäude ist eine Hallenkirche in neugotischem Stil mit Werkstein-Fassaden. Der Turm der Kirche ist 99 Meter hoch und somit nach der St.-Antonius-Basilika in Rheine (102,5 Meter) und dem Ludgerusdom in Billerbeck (100 Meter) der dritthöchste Kirchturm des Münsterlandes.

## Ausstattung

### Stiftskreuz

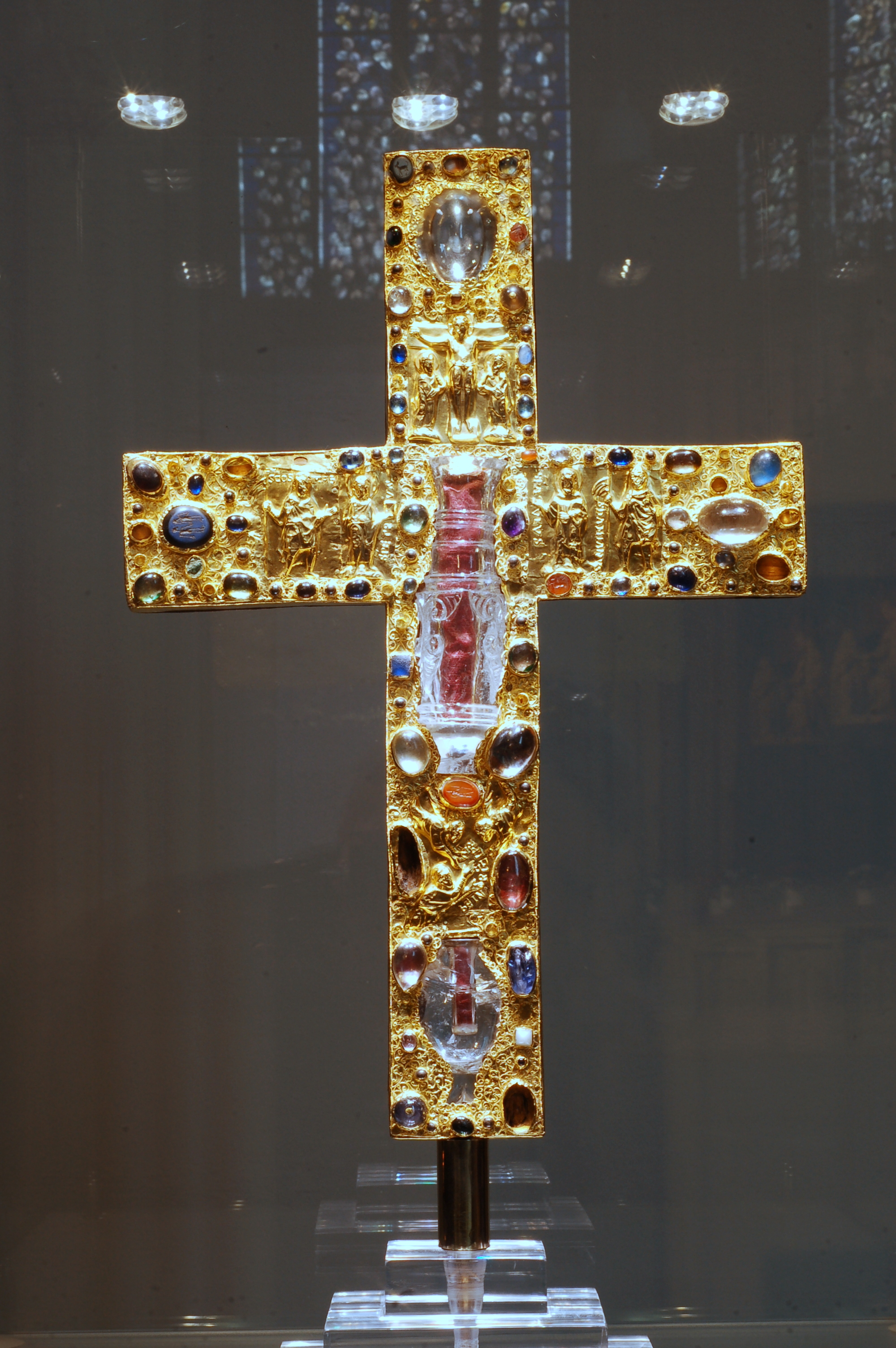
Das Borghorster Stiftskreuz

Bedeutendster Ausstattungsgegenstand von St. Nikomedes ist ein goldenes Reliquienkreuz, das sog. Borghorster Stiftskreuz. Es handelt sich dabei um eine der bedeutenden ottonischen Goldschmiedearbeiten in Westfalen. Der Entstehungsort ist nicht bekannt, entstanden ist es im 11. Jahrhundert. Es hat einen Holzkern und ist auf der Vorderseite mit Goldblech, auf der Rückseite mit Kupferblech beschlagen.
Das Kreuz wurde am 29. Oktober 2013 aus der Kirche gestohlen.  Im Februar 2017 konnte das mit mehreren Millionen Euro versicherte Kunstwerk sichergestellt werden und die mittlerweile ermittelten drei Täter aus Bremen wurden zu mehreren Jahren Haft verurteilt. Nach genauer Prüfung und Umsetzung des Präsentations- und Sicherheitskonzeptes im Jahr 2018 soll das Kunstwerk in Kürze wieder in die Kirche zurückkehren.

### Weitere Ausstattung
- Becken eines Taufsteins aus dem 13. Jahrhundert, sog. „Bentheimer Typ“; Bronzefuß und -deckel stammen aus dem 20. Jahrhundert.
- Vesperbild aus Holz von 1430
- Steingruppe aus dem 15. Jahrhundert: Anna lehrt Maria die heilige Schrift.
- Figuren vom barocken Hochaltar der Stiftskirche, vom Vredener Bildhauer Johann Elsbeck (schuf auch den im Zweiten Weltkrieg zerstörten Hochaltar in der Stiftskirche St. Felizitas Vreden)
  - Holzfigur des hl. Nikomedes aus dem 18. Jahrhundert
  - Holzfigur des hl. Laurentius vom 18. Jahrhundert
- Steinmadonna, durch ein Chronostichon auf 1724 datiert

### Bleiglasfenster

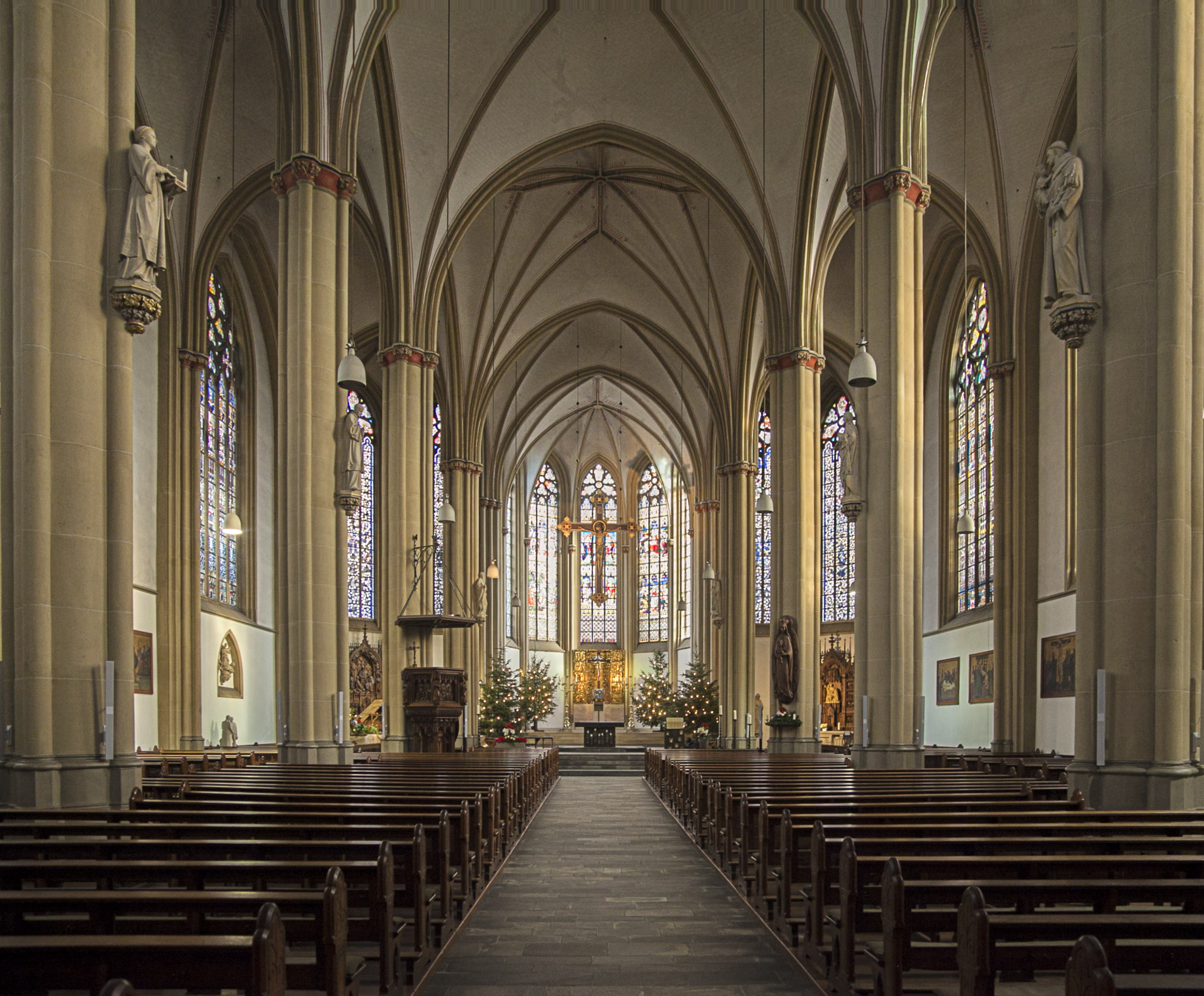
Blick durch das Hauptschiff zur Chorapsis

St. Nikomedes hat über 40 Fenster(flächen), die von unterschiedlichen Künstlern farblich gestaltet wurden.
Etliche Fenster, insbesondere im Chorraum und auf der Empore wurden von der Firma Hertel & Lersch in den Jahren 1885 bis 1886 gestaltet. Sie zeigen biblische Szenen wie Jesus am Ölberg, die Geißelung Jesu, Maria und Johannes unter dem Kreuz, und auch Heiligenfiguren (St. Liudger, St. Nikomedes von Rom, St. Laurentius von Rom).
Etliche Fenster, insbesondere in den Seitenschiffen, wurden von dem Künstler Paul Weigmann geschaffen. Sie stammen teilweise aus dem Jahr 1978 und zeigen Ornamente aus Symbolen des Himmlischen Jerusalem (Zinnen, Türme, Tore) und Heilige und Gerechte (u. a. St. Liudger, St. Paulus, Maria Königin des Rosenkranzes, Adolf Kolping, Arnold Janssen, Clemens August von Galen, Maximilian Kolbe). Weitere Fenster wurden von Weigmann in den Jahren 1984–1985 gestaltet; sie zeigen biblische Szenen, wie z. B. die Krönung Mariens, die Hochzeit zu Kanaa, den Baum des Lebens. Im Maßwerk etlicher Fenster finden sich Fragmente der historischen Verglasung.

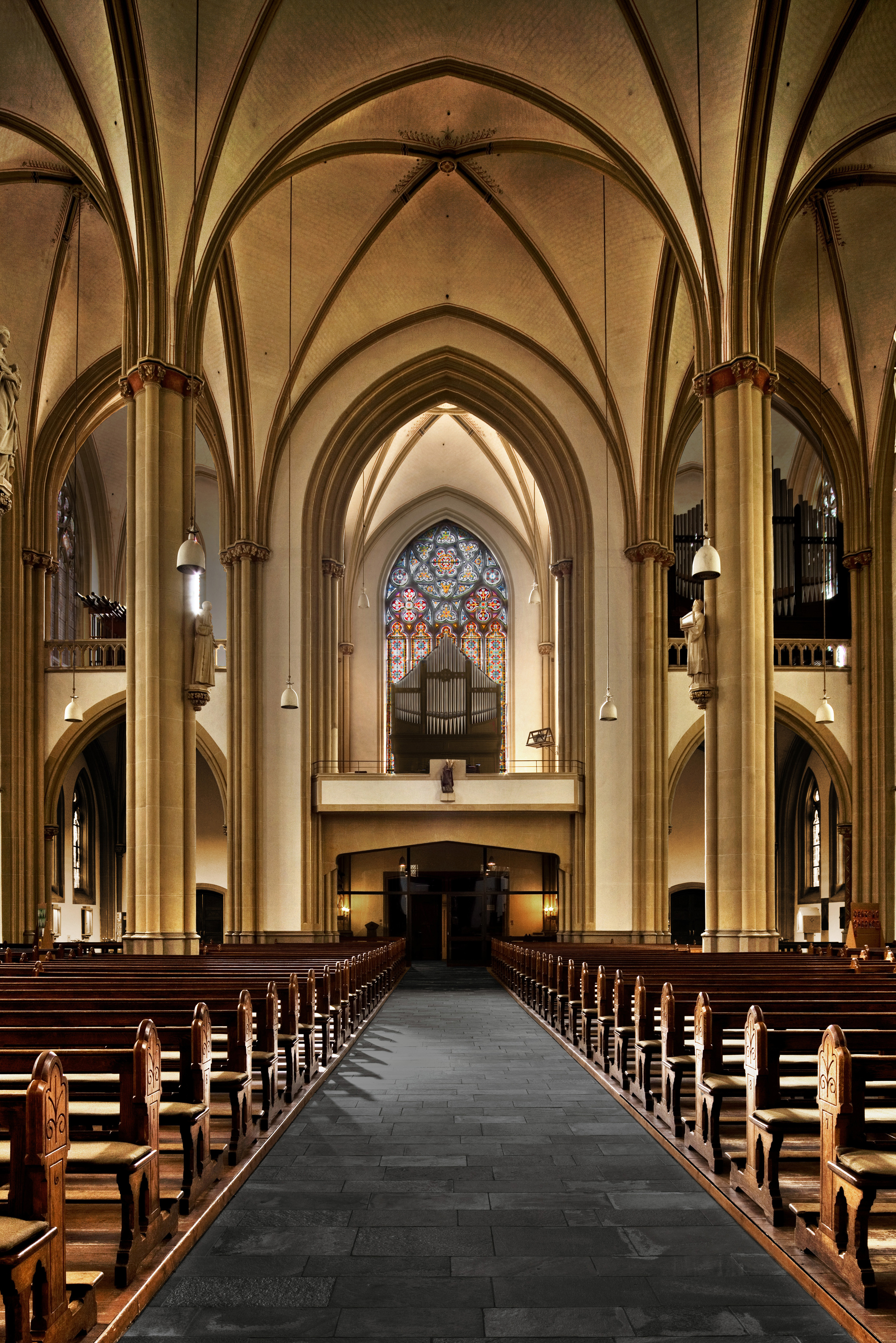
Westempore, Orgel

Die Fenster in der Stiftskapelle wurden 1968 von dem Künstler Franz Heilmann geschaffen.

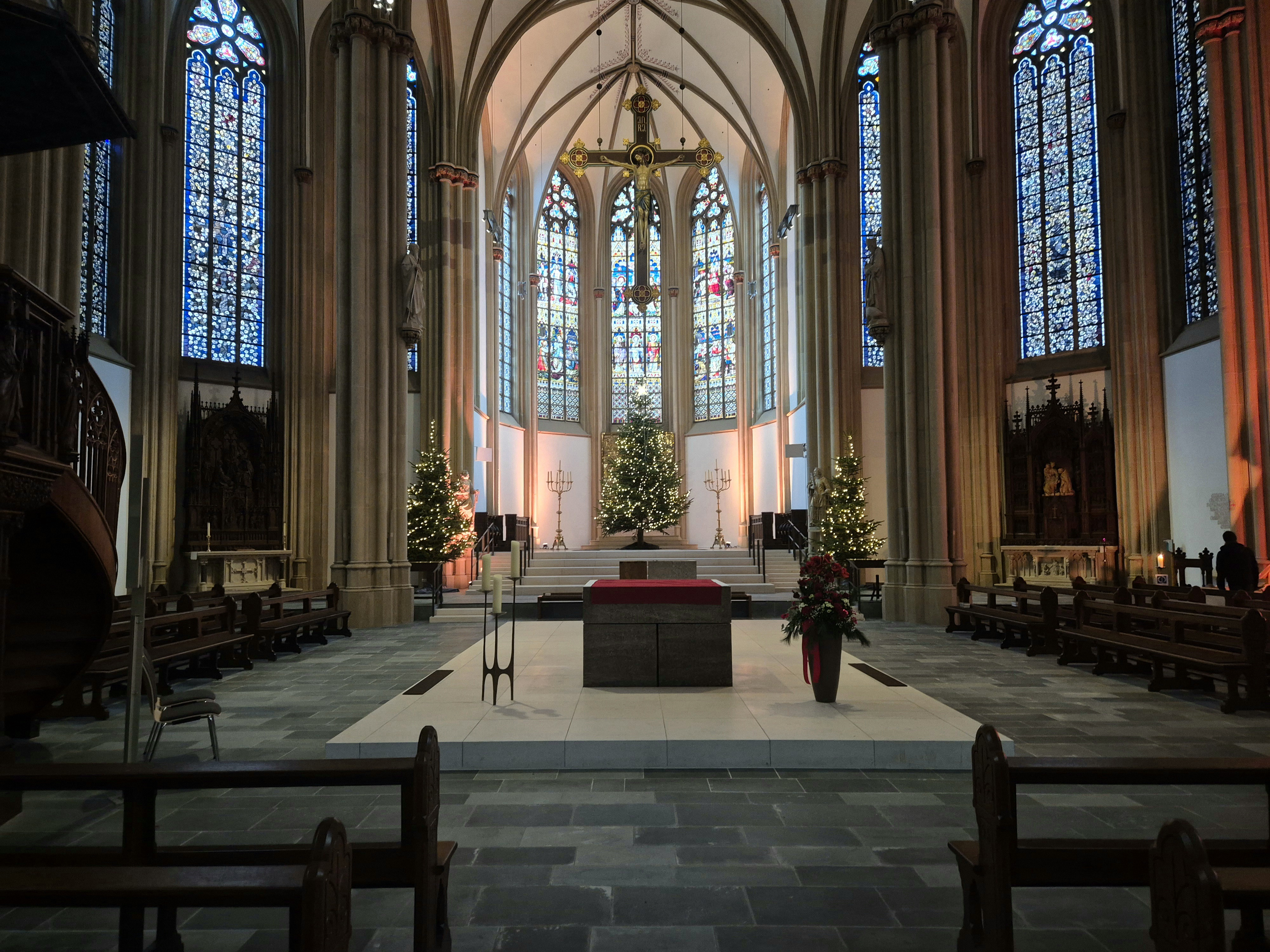
St. Nikomedes (Borghorst) Innenraum nach Renovierung, 2024

### Orgel
Die Orgel wurde 1926–1927 von dem Orgelbauer Ludwig Fleiter (Münster) erbaut. Das ursprünglich deutsch-romantische Instrument mit orchestralen Klangfarben wurde nach dem Zweiten Weltkrieg entsprechend den damalig aufkommenden Klangidealen „barockisiert“.
Ursprünglich stand das Instrument als Einheit auf der nördlichen Westempore. Nach Einbau einer neuen Orgelempore im Turmraum der Kirche wurde das Positiv auf die neue Empore in einem eigenständigen Gehäuse aufgestellt; später wurde das Gehäuse des Positivs von der Orgelbaufirma Fleiter erneuert und dem Prospekt auf der Nordempore angepasst. Ein Teil der Register des Positivs, die Chamaden, befinden sich in einem eigenen Orgelgehäuse auf der südlichen Westempore.
Das Instrument hat 68 Register auf drei Manualwerken und Pedal. Die Spiel- und Registertrakturen sind elektropneumatisch.
| I Hauptwerk C–g3 |                 |         |
| 01.              | Prinzipal       | 16'     |
| 02.              | Bordun          | 16'     |
| 03.              | Prinzipal       | 08'     |
| 04.              | Viola di Gamba0 | 08'     |
| 05.              | Hohlflöte       | 08'     |
| 06.              | Gemshorn        | 08'     |
| 07.              | Oktave          | 04'     |
| 08.              | Rohrflöte       | 04'     |
| 09.              | Quinte          | 02 1⁄3' |
| 10.              | Oktave          | 02'     |
| 11.              | Cornett III     |         |
| 12.              | Mixtur IV-V     | 01 ⁄3'  |
| 13.              | Cymbel IV       | 01⁄2'   |
| 14.              | Trompete        | 16'     |
| 15.              | Trompete        | 08'     |

| II Positiv C–g3 |                   |        |     |
| 16.             | Stillgedackt      | 16'    |     |
| 17.             | Prästant          | 08'    |     |
| 18.             | Traversflöte      | 08'    |     |
| 19.             | Dolce             | 08'    |     |
| 20.             | Cor de Nuit       | 08'    |     |
| 21.             | Prinzipal         | 04'    |     |
| 22.             | Flöte             | 04'    |     |
| 23.             | Salicional        | 04'    |     |
| 24.             | Nasard            | 02 ⁄3' |     |
| 25.             | Oktavin           | 02'    |     |
| 26.             | Waldflöte         | 02'    |     |
| 27.             | Quinte            | 01 ⁄3' |     |
| 28.             | Schwiegel         | 01'    |     |
| 29.             | Scharfcymbel IV 0 | 02⁄3'  |     |
| 30.             | Trompette         | 16'    | (n) |
| 31.             | Trompette         | 08'    | (n) |
| 32.             | Oboe              | 08'    |     |
| 33.             | Krummhorn         | 08'    |     |
| 34.             | Klarinette        | 08'    | (n) |
| 35.             | Trompette         | 04'    | (n) |
|                 | Tremolo           |        |     |

| III Schwellwerk C–g3 |                 |         |
| 36.                  | Grossgedackt    | 16'     |
| 37.                  | Prinzipal       | 08'     |
| 38.                  | Starktongamba 0 | 08'     |
| 39.                  | Jubalflöte      | 08'     |
| 40.                  | Bourdon         | 08'     |
| 41.                  | Aeoline         | 08'     |
| 42.                  | Vox Céleste     | 08'     |
| 43.                  | Prästant        | 04'     |
| 44.                  | Bachflöte       | 04'     |
| 45.                  | Quinte          | 02 ⁄3'  |
| 46.                  | Nachthorn       | 02'     |
| 47.                  | Terz            | 01 3⁄5' |
| 48.                  | Sifflöte        | 01'     |
| 49.                  | Mixtur VI-VIII  | 01 ⁄3'  |
| 50.                  | Trompete        | 08'     |
| 51.                  | Knopfregal      | 08'     |
| 52.                  | Clairon         | 04'     |
|                      | Tremulant       |         |

| Pedalwerk C–f1 |                   |     |
| 53.            | Untersatz         | 32' |
| 54.            | Prinzipalbaß      | 16' |
| 55.            | Violon            | 16' |
| 56.            | Subbaß            | 16' |
| 57.            | Echobaß           | 16' |
| 58.            | Oktave            | 08' |
| 59.            | Bourdon           | 08' |
| 60.            | Oktave            | 04' |
| 61.            | Choralbaß         | 04' |
| 62.            | Blockflöte        | 02' |
| 63.            | Cornettmixtur III |     |
| 64.            | Contraposaune 0   | 32' |
| 65.            | Posaune           | 16' |
| 66.            | Trompete          | 08' |
| 67.            | Clairon           | 04' |
| 68.            | Singend Cornett   | 02' |

- Koppeln
  - Normalkoppeln: II/I, III/I, III/II, I/P, II/P, III/P
  - Suboktavkoppeln: III/I, III/II, III/III
  - Superoktavkoppeln: III/I, III/II, III/III
- Anmerkungen

1. 1 2 3  Horizontales Register.
2. ↑  Durchschlagendes Register.

(n) = später hinzugefügtes Register

### Glocken
St. Nikomedes verfügt über ein barockes Geläut mit insgesamt sechs Glocken. Es ist eines der wenigen vollständig erhaltenen historischen Kloster- bzw. Stiftsgeläute in Westfalen. Die Glocken wurden von der alten Stiftskirche übernommen. Die sechs Läuteglocken hängen in einem Holzglockenstuhl aus dem 19. Jahrhundert, der Erbauungszeit des heutigen Turms, wurden von verschiedenen Meistern gegossen. Die älteste Glocke aus dem Jahre 1507 stammt von dem Glockengießer Wolter Westerhues. Die drei kleinsten Glocken (Nr. 4–6) hingen bis zum Neubau der Kirche in einem Dachreiter.
| Glocke | Name                               | Gussjahr | Gießer                      | Durchmesser | Masse    | Nominal |
| ------ | ---------------------------------- | -------- | --------------------------- | ----------- | -------- | ------- |
| 1      | Salvatorglocke                     | 1741     | Johann Schweys              | 1394 mm     | 1.600 kg | cis1 +3 |
| 2      | Große Marienglocke                 | 1507     | Wolter Westerhues           | 1302 mm     | 1.300 kg | d1 +7   |
| 3      | Kleine Marienglocke                | 1692     | Gottfried Delapaix          | 1191 mm     | 950 kg   | e1 +3   |
| 4      | Anna-, Agatha- und Nikomedesglocke | 1737     | Johann Schweys              | 518 mm      | 85 kg    | g2 +7   |
| 5      | Schutzengelglocke                  | 1615     | Everhardus de Vos           | 545 mm      | 110 kg   | g2 +7   |
| 6      | Antoniusglocke                     | 1781     | Christoffel Heinrich Fricke | 368 mm      | 35 kg    | c3 -2   |

Außerhalb des Turmhelms, auf der Westseite des Turms hängen zwei kleine Uhrschlagglocken aus den Jahren 1661 und 1663.
| Glocke | Name                                | Gussjahr | Durchmesser | Nominal |
| ------ | ----------------------------------- | -------- | ----------- | ------- |
| I      | Stundenschlagglocke (Barbaraglocke) | 1661     | 623 mm      | d2 +3   |
| II     | Viertelschlagglocke                 | 1663     | 420 mm      | h2 +7   |

## Besonderheiten
- Im Heimatmuseum Heimathaus Borghorst befinden sich sechs als Torsten bezeichnete hölzerne Kerzenleuchter.
- Es gibt in der Pfarrei ein Lied zum hl. Nikomedes und ein eigenes Fronleichnams- und Prozessionslied Menschen, dient aus frohem Triebe.
- Die Gemeinde besitzt für St. Nikomedes zwei Weihnachtskrippen, die von Mitte der 1980er Jahre bis 2019 im Zweijahresrhythmus abwechselnd aufgestellt wurden. Die in geraden Jahren aufgestellte ist von Joseph Krautwald und wurde in den 1970er Jahren angeschafft. Die gleichen Figuren von Krautwald sind auch in der Basilika St. Antonius in Rheine[11] und in St. Andreas (Emsbüren)[12] anzutreffen. Diejenige für ungerade Jahre ist die historische, deren älteste Figuren aus der Mitte des 19. Jahrhunderts stammen. Bei einer Restaurierung in den 1980er Jahren stellte man fest, dass die bis dato für Gipsfiguren gehaltenen Figuren tatsächlich Holzschnitzarbeiten sind.[13] Seit 2020 wird von der bisherigen Verfahrensweise abgewichen und die Krippe mit den alten Figuren alljährlich aufgebaut.[14]
- Für die Fronleichnamsprozessionen gibt es einen Baldachin mit historistischen und neogotischen Stilelementen. Seit der Fusion wird jedoch der neuere, schlichte und leichtere aus der heutigen Filialkirche St. Mariä Himmelfahrt, einer Pfarrgründung und Bauwerk der 1950er Jahre, verwendet.
- In den 2000er Jahren ließ die Gemeinde ein Hungertuch erstellen, das von der in Westfalen üblichen Filetstopfarbeit abweicht und farbig gestaltet ist. Es ist konsumkritisch und thematisiert als lokalen Bezug auch die Textilkrise, die in Steinfurt-Borghorst für enorme Umwälzungen sorgte.[15]
- Zum Palmsonntag gibt es eine Besonderheit: Die Kommunionkinder des betreffenden Jahres tragen einen Palmstock, der im Unterschied zu den sonst mit verschiedenfarbigen Krepp- oder Seidenpapierschleifen umwundenen komplett weiß gehalten ist. Auch gab es dort (vor 2023), allerdings nur von Mädchen getragen, einen sog. „Kreuzpalm“, d. h. zusätzlich zu dem oberen Buchsbaumbund sind noch zwei weitere kreuzförmig am Palmstock befestigt.[16][17]

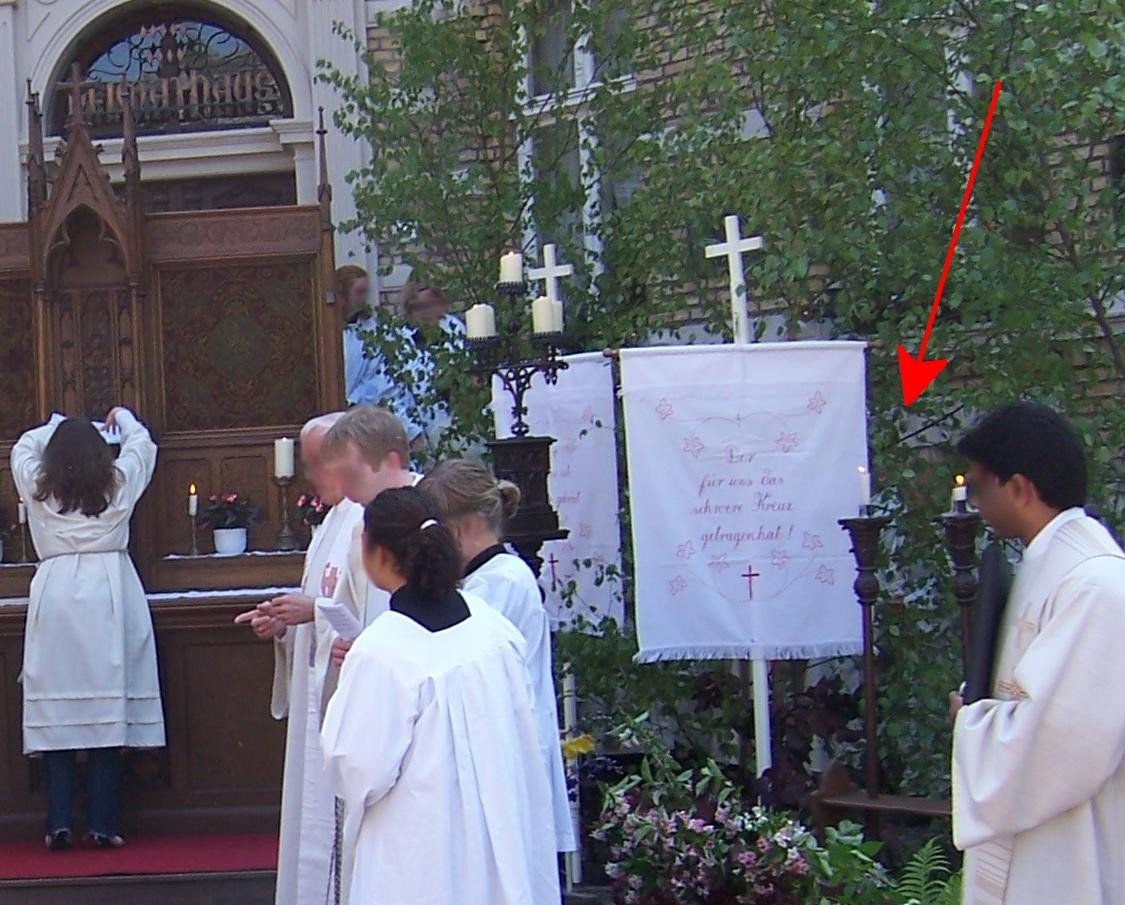
Torste am Heimathaus
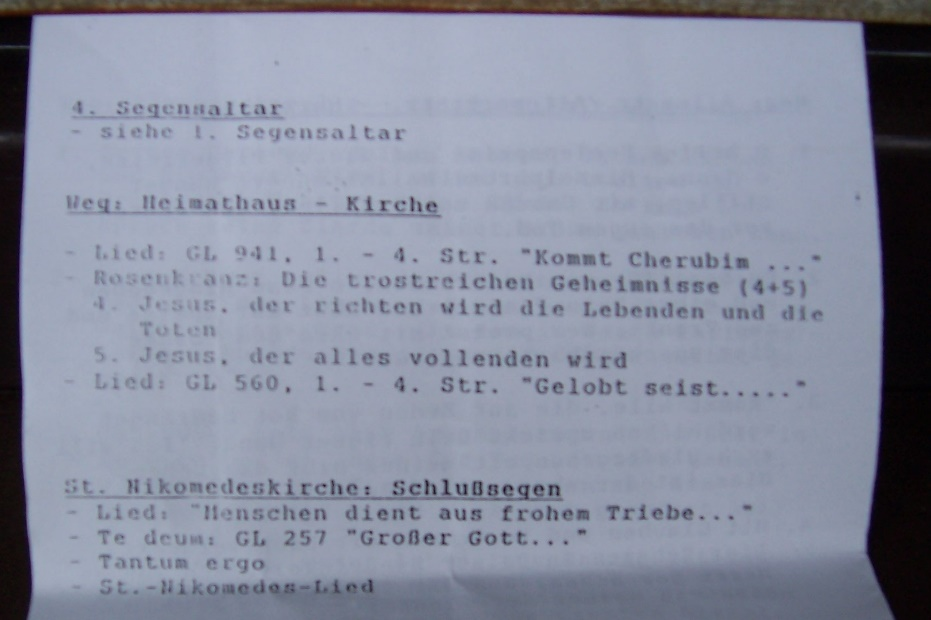
Liedplan der Fronleichnamsprozession mit "Menschen, dient aus frohem Triebe" (vor 2002)
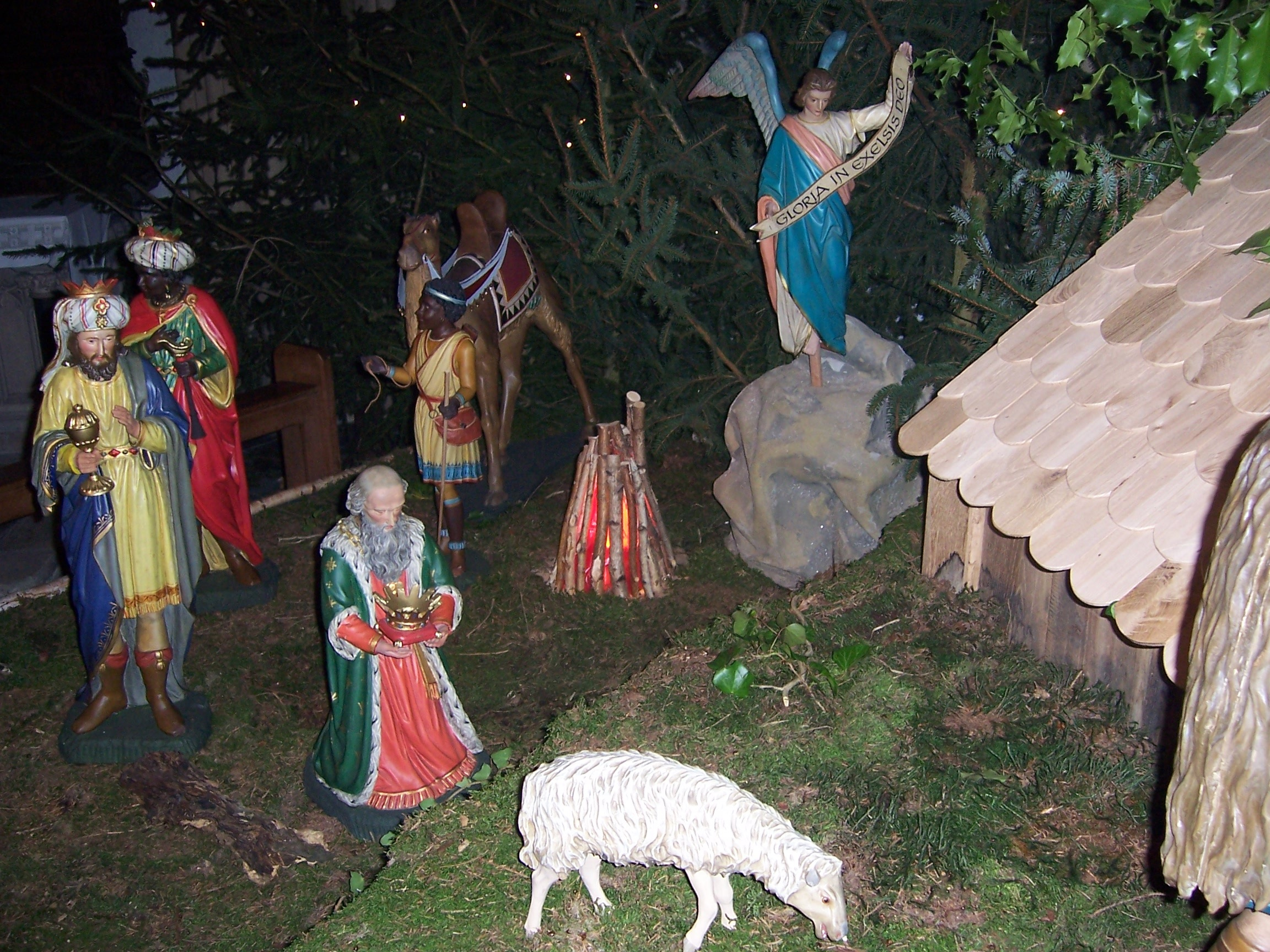
Alte Krippe, ausrangiert zu Beginn der 1970er Jahre, restauriert ca. 1984/85
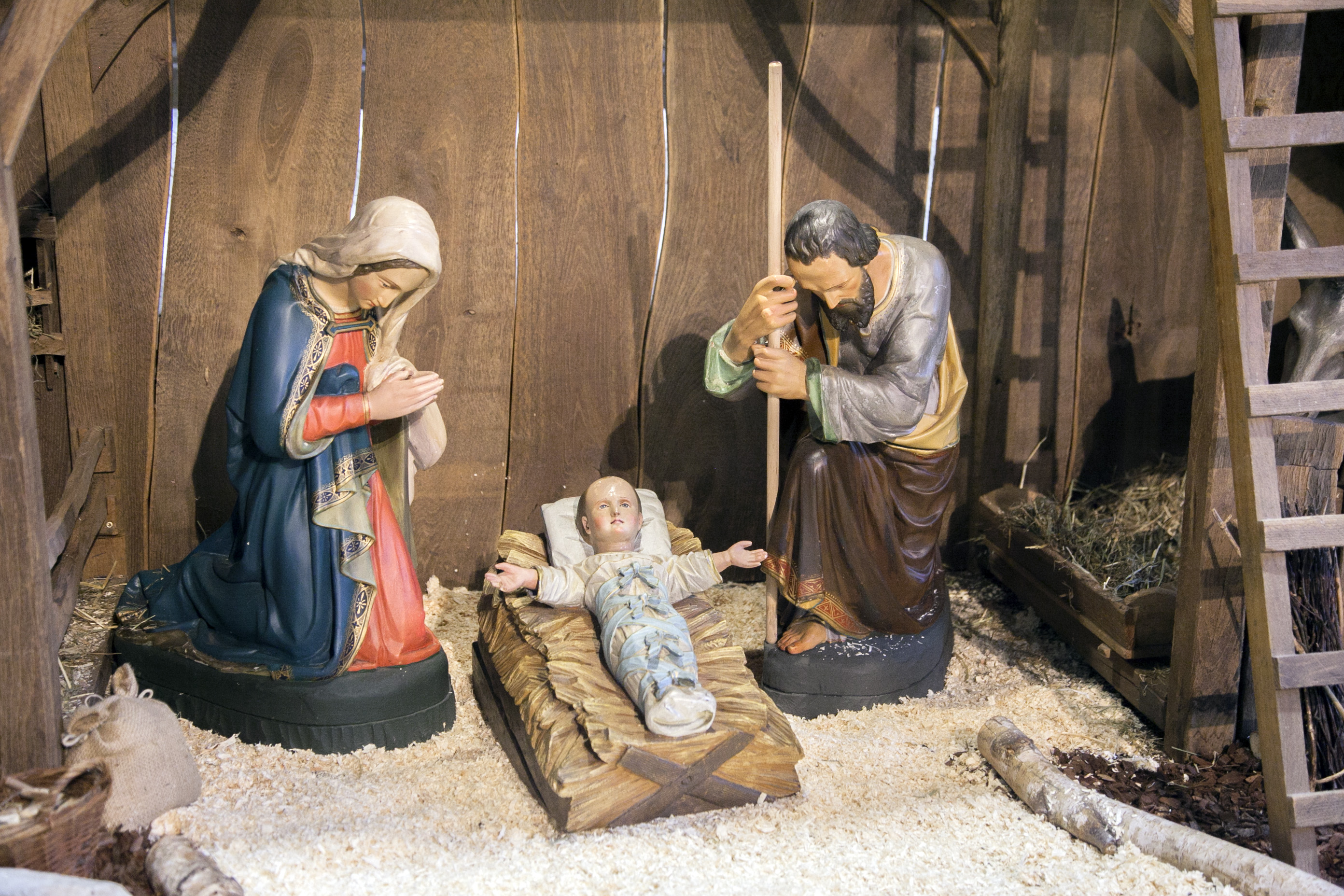
Kernszene der alten Krippe für die ungeraden Jahreszahlen
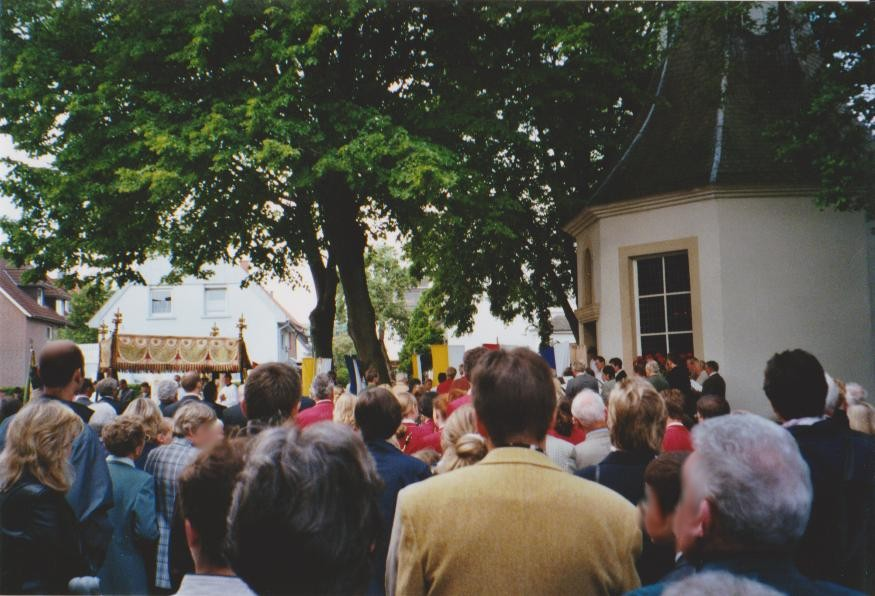
Der historische Baldachin